# Ječmenac
Vanjski ječmenac ili hordeolum je infekcija Zeissovih lojnih žlijezda u podnožju trepavica, ili infekcija Mollovih apokrinih znojnih žlijezde.Vanjski oblik ječmenca, na vanjskoj površini vjeđe,  može se manifestirati u obliku malih crvenih kvržica. Unutarnji ječmenac je infekcija Meibomovih lojnih žlijezda uzduž unutarnje linije kapka. Oni također mogu uzrokovati crvene kvrge ispod vjeđe s generaliziranim crvenilom i oticanjem vidljivim samo s vanjske strane. Ječmenci su slični halazionu, ali imaju tendenciju da budu manjih dimenzija,bolniji su i obično ne proizvode trajnu štetu. Ječmenac odlikuje akutni početak i obično je kratkotrajan (7-10 dana bez terapije) u odnosu na halaziju koja je kronična i obično se ne može riješiti bez intervencije. 

## Znakovi i simptomi
Prvi simptom ječmenca je mala, žućkaste mrlja u središtu kvržice koja se razvija kako gnoj ekspandira u prostoru. 
Ostali simptomi ječmenca uključuju:
- kvržicu na vrhu ili dnu očnog kapka
- lokalizirana oteklina kapka
- lokalizirana bol
- crvenilo
- osjetljivost na dodir
- stvaranje krasta na marginama kapka
- pečenje u oku
- ptoza kapka
- osjećaj svrbeži očne jabučice
- zamagljen vid
- mukozne iscjedak oka
- iritacija oka
- fotofobija
- suzenje
- osjećaj nelagoda tijekom treptanja
- osjećaj stranog tijela u oku.

## Etiologija
Ječmenci su najčešće uzrokovani Staphylococcus aureus bakterijskom infekcijom ili blokiranjem uljne žlijezde na bazi trepavica. Iako su osobito česti u dojenčadi ječmenac se može pojaviti u svim dobnim skupinama. Pojavu ječmenca može potaknuti slaba ishrana, nedostatak sna, nedostatak higijene ili trljanje očiju. Dijeljenje kućnih ogrtača ili ručnika za lice treba biti ograničeno kako bi se izbjeglo širenje zaraze među pojedincima. Ječmenac može trajati od jednog do dva tjedna bez liječenja, ili svega četiri dana ako se liječi ispravno. 
Medicinski profesionalci će ponekad punktirati izuzetno perzistentan ili iritantan ječmenac iglom kako bi ubrzali njegovo pražnjenje. Proširenje ječmenca može se tretirati eritromicinskom mašću. Medicinski stručnjaci također mogu liječiti ječmenac s drugim antibioticima, kao što su kloramfenikol ili amoksicilin.  Kloramfenikol se uspješno koristi u mnogim dijelovima svijeta, ali sadrži crno upozorenje na kutijama u Sjedinjenim Američkim Državama zbog zabrinutosti od razvoja aplastične anemije, koja u rijetkim prilikama može biti kobna. Eritromicinska mast uživa široku uporabu, a može pripomoći u povećanju osjećaja udobnosti i prevenciji sekundarnih infekcija. Međutim, slabo se apsorbira kada se koristi lokalno, i obično zahtijeva oralnu uporabu kako bi se postigla terapijska doza za suzbijanje infekcije unutar ječmenca. Azasite, topički oblik kapi za oči čini se da prodire u tkivo vjeđe prilično dobro, te ima tendenciju da postane topički tretman za ječmenac u budućnosti.

## Liječenje
Kako ječmenac obično nestaje u roku od tjedan dana, većina bolesnika ne zahtijeva liječenje. Prvi koraci u liječenju ječmenca uključuju primjenu hladnih obloga na zahvaćenom oku oko četiri do šest puta dnevno otprilike 15 minuta dok bol ne splasne. Nakon otprilike 3-5 dana, nakon što očni kapak više nije bolan, topli oblozi mogu poboljšati drenežu i ubrzati proces sušenja. Topli oblozi tijekom početnih oteklina će povećati oticanje. 
Kao dio skrbi kod kuće, pacijenti mogu očistiti pogođeni kapak s vodom iz slavine ili s blagim, neiritirajućim sapunom ili šamponom (kao što je dječji šampon) tretirati osušeni sekret. Čišćenje mora biti učinjeno nježno, dok su oči zatvorene kako bi se spriječile ozljede oka.
Pacijentima se visoko preporuča da ne istiskuju ili punktiraju ječmenac, jer to može rezultirati ozbiljnim infekcijama. Infekcija se može proširiti na okolna tkiva i područja. 
Osobe koje su sklone razvoju ječmenca trebaju izbjegavati šminku oko očiju (npr., olovku za oči), losione i nošenje kontaktnih leća, jer to može pogoršati i širiti infekciju (ponekad na rožnicu). 
Liječenje sprovedeno od strane liječnika usmjereno je ka olakšavanja simptoma. Analgetici poput acetaminofena mogu biti propisani, a u nekim slučajevima mogu biti potrebni antibiotici. Antibiotici se obično daju bolesnicima s multiplim ječmencima ili ječmencima koji otežano zacijeljuju i pacijentima koji također pate od blefaritisa ili rosaceae. Naime, oftalmolog propisuje oralne ili intravenske antibiotike, kao što je doksiciklin, samo kada se infekcija proširila. Topičke antibiotske masti ili kombinacija antibiotičkih/steroidnih masti se također može primijeniti u liječenju ječmenca.
Kirurgija je posljednje utočište u tretiranju ječmenca. Ječmenci koji ne reagiraju na bilo koju vrstu terapije obično se kirurški odstranjuju. Kirurški zahvat izvodi oftalmolog, u pravilu u lokalnoj anesteziji. Postupak se sastoji od izrade malog reza na unutarnjoj ili vanjskoj površini kapka, ovisno radi li se o vanjskom ili unutarnjem ječmencu. Nakon što se napravi rez, gnoj se istisne iz žlijezde, te se vrlo mali i neprimjetni šavovi koriste za zatvaranje lezije. Uobičajeno se uklonjeni ječmenac šalje na patohistološki pregled kako bi se isključila mogućnost oboljenja od raka kože.

## Komplikacije
Komplikacije ječmenca se javljaju u vrlo rijetkim slučajevima. Međutim, najčešća komplikacija ječmenca je progresija u halacion koji uzrokuje kozmetički deformitet, iritacije rožnice, a često zahtijeva kirurško uklanjanje. Komplikacije mogu nastati zbog nepravilne kirurške drenaže, a uglavnom se sastoje od prekida rasta trepavica, deformacija vjeđe ili fistule. Ječmenci koji su previše veliki mogu ometati vid. 
Celulitis vjeđe je još jedna potencijalna komplikacija ječmenca, a označava generaliziranu infekcija kapka. Progresija ječmenca u sistemsku infekciju je izuzetno rijetka, a svega je nekoliko takvih primjera zabilježeno.  
Iako su ječmenci bezopasni, u većini slučajeva i komplikacije su vrlo rijetke, često se javljaju. Oni ne uzrokuju intraokularna oštećenja. Ječmenci samostalno prolaze tako što rupturiraju unutar nekoliko dana do jednog tjedna, uzrokujući olakšanje simptoma. Mali broj ljudi zahtijeva operaciju kao dio liječenja ječmenca. Uz odgovarajući tretman, ječmenci imaju tendenciju da brzo zacijele i bez komplikacija.

## Prognoza
Prognoza je bolja ako se ne pokušava istisnuti ili punktirati ječmenac, jer se infekcija može proširiti na susjedna tkiva. Hordeolum obično prolazi u roku od nekoliko dana do tjedan dana, ali ako se stanje ne poboljša ili se pogorša u roku od dva tjedna, treba potražiti mišljenje liječnika. Također, pacijentima se preporuča da se obrate liječniku ako imaju problema s vidom, kvržica na očnom kapku postane veoma bolna, ječmenac prokrvari ili oko postane crveno.

## Prevencija
Prevencija ječmenca je usko povezana s pravilnom higijenom. Pravilno pranje ruku ne samo da može smanjiti rizik od razvoja ječmenca, već i sve druge vrste infekcija. 
Nakon buđenja, primjena toplih ručnik na kapke jednu do dvije minute može biti korisna u smanjenju pojave ječmenca zbog omekšavanja sadržaja lojnih žlijezda kapka i time se sprječava začepljenje.
Kako bi se spriječio razvoj ječmenca, preporučljivo je da se ne dijeli kozmetika ili kozmetički očni pribor s drugim ljudima. Osobe također moraju održavati čistoću vlastitog očnog pribora i općenito pravilnu higijenu oka. Ženama se preporučuje uklanjanje šminke svaku večer prije spavanja i odbacivanje stare ili kontaminirane šminke.

## Vanjske poveznice
Stetoskop - Čmičak (Hordeolum)

### Ostali projekti
|  | Wikiknjige imaju gradivo o temi Oftalmološki postupnik/Sadržaj/Hordeolum |

|  | Molimo pročitajte upozorenje o korištenju medicinskih informacija. Ne provodite liječenje bez savjetovanja s liječnikom! |